# Rudolfiella
Rudolfiella es un género con seis especies de orquídeas epifitas. Es originario de América.

## Descripción
Muy relacionado con Bifrenaria, son plantas herbáceas de unos treinta centímetros de alto y que recuerda al viejo género Stenocoryne con muy pequeños pseudobulbos unifoliados, tetragonal, algo aplanados y separados por corto rizoma. Las hojas, con venas sobresaliendo en el envés, se reducen para mostrar un pseudopecíolo con base rígida.
La inflorescencia en racimo, largo, abierto, y que surge de la base de pseudobulbos. Puede tener un número de flores, de tamaño medio o pequeño, pero vistosas, generalmente con sépalos y pétalos manchados, y que tienen labio  profundamente trilobado con un disco o callo verrugoso , y los lóbulos laterales en posición vertical, la columna  y cuatro polinias en dos pares.

## Distribución y hábitat
Rudolfiella incluye seis especies epífitas, ocasionalmente rupícolas,  se distribuye desde Panamá hasta el norte de Brasil, donde hay tres especies registradas.

## Cultivo
Disfruta de la temperatura tibia o caliente, sin embargo las plantas no son muy exigentes y pueden ser cultivadas como el género Oncidium. 

## Evolución, filogenia y taxonomía
Se propuso por Hoehne en Archivos de Botánica del Estado de São Paulo, ser. 2, 2: 14 , en 1944. Rudolfiella aurantiaca (Lindl.) Hoehne es la especie tipo de este género. 

## Etimología
Su nombre es un homenaje a Friedrich Richard Rudolf Schlechter, que estudió las orquidáceas.

## Especies deRudolfiella
- Rudolfiella aurantiaca  (Lindl.) Hoehne (1949) - especie tipo
- Rudolfiella bicornaria  (Rchb.f.) Hoehne (1953)
- Rudolfiella floribunda  (Schltr.) Hoehne (1953)
- Rudolfiella lindmaniana  (Kraenzl.) Hoehne (1953)
- Rudolfiella peruviana  D.E.Benn. & Christenson (1998)
- Rudolfiella picta  (Schltr.) Hoehne  (1953

## Sinonimia
- Lindleyella Schltr., Orchideen: 414 (1914), nom. illeg.
- Schlechterella Hoehne, Arq. Bot. Estado São Paulo, n.s., f.m., 2: 13 (1944), nom. illeg.[1]